# Jean Senebier
Jean Senebier (6. května 1742 Ženeva – 22. července 1809 Ženeva) byl švýcarský pastor, který napsal řadu prací v oboru fyziologie rostlin. Je připomínán zejména v souvislosti se svými příspěvky k pochopení vlivu světla na růst rostlin.

## Život
Ačkoliv již Marcello Malpighi a Stephen Hales v minulosti prokázali, že mnoho látek rostliny získávají ze vzduchu, k dalšímu pokroku došlo, až když Charles Bonnet pozoroval, že listy ponořené do provzdušněné vody vytvářejí bublinky plynu, který Joseph Priestley identifikoval jako kyslík. Jan Ingenhousz pak potvrdil spontánní úbytek oxidu uhličitého. Ale teprve Senebier jasně prokázal, že tato aktivita může být připisována zeleným částem rostlin, které jsou vystaveny slunečnímu záření, a jako první poskytl ucelený pohled na výživu rostlin. Asistentem při jeho práci byl François Huber.